# Nyons
Nyons (in occitano Niom) è un comune francese di 7 357 abitanti situato nel dipartimento della Drôme della regione dell'Alvernia-Rodano-Alpi, sede di sottoprefettura.

## Società

### Evoluzione demografica
Abitanti censiti

## Amministrazione

### Gemellaggi
- Manciano, Italia
- Mechernich, Germania
- Nules, Spagna
- Nyon, Svizzera